# Finlandia

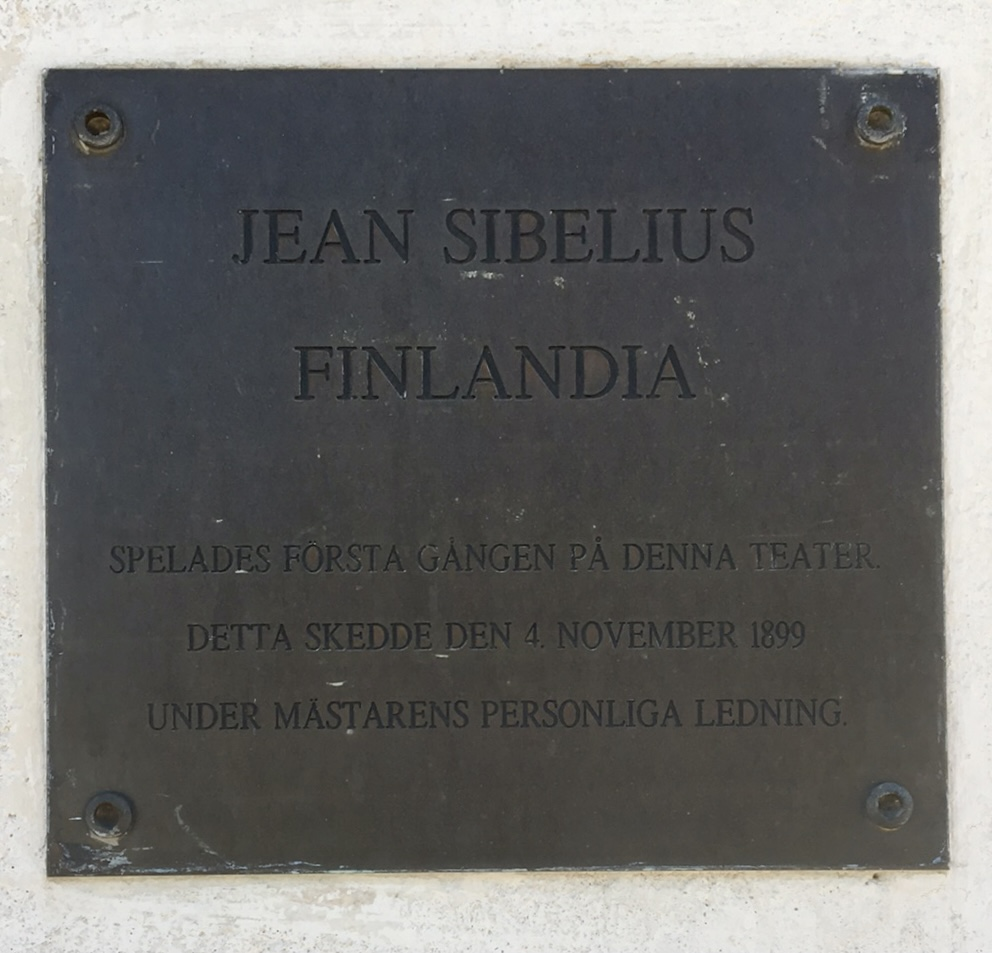
Hình ảnh Tấm bảng tưởng niệm trên mặt tiền của Nhà hát Thụy Điển ở Helsinki. Đoạn văn được dịch: "Vở Finlandia của Jean Sibelius được trình diễn lần đầu tiên tại nhà hát này.

Finlandia, Op. 26 là bản giao hưởng thơ nổi tiếng của nhà soạn nhạc người Phần Lan Jean Sibelius. Đây là một tác phẩm ngắn dành cho dàn nhạc, được ra đời vào năm 1899 và chỉnh sửa vào năm 1900. Nó được biểu diễn cho phần kết thúc của một vở kịch lịch sử mang tên Phần Lan hãy thức tỉnh. Vở kịch này được diễn ở ngoài trời để quyên tiền cho quỹ trợ cấp báo chí, ủng hộ báo chí trong cuộc đấu tranh chống lại sự áp bức bóc lột của Nga hoàng đối với dân tộc mình. Cái tên Finlandia chỉ xuất hiện vào năm 1900 và trong năm đó, nó được biểu diễn độc lập lần đầu tiên tại thủ đô Helsinki. Bởi lòng yêu nước nồng nàn thấm đượm trong tác phẩm, dù Sibelius không sử dụng chất liệu âm nhạc dân gian như nhiều tác phẩm khác, Finlandia đã trở thành biểu tượng cho những khát vọng của nhân dân Phần Lan.